# Provincia di San Ignacio

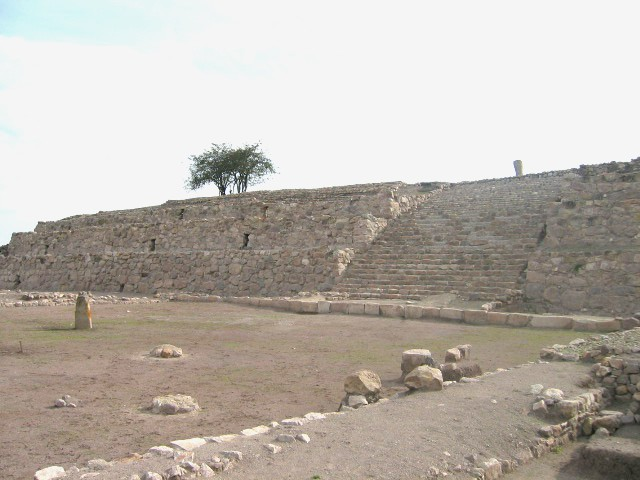
Ruinas Kunturwasi

La provincia di San Ignacio è una delle 13 province della regione di Cajamarca nel Perù.

## Capoluogo e data di fondazione
Il capoluogo è San Ignacio de la Frontera.
La provincia è stata istituita il 12 maggio 1965.
Sindaco (alcalde) (2000-2010): Carlos Alfonso Martínez Solano

## Superficie e popolazione
- 4990,3 km²
- 127 523 abitanti (inei2005)

## Province confinanti
Confina a nord con l'Ecuador; a est con la regione di Amazonas; a sud con la provincia di Jaén e a ovest con la regione di Piura.

## Geografia antropica

### Suddivisioni amministrative
È divisa in sette distretti:
- Chirinos
- Huarango
- La Coipa
- Namballe
- San Ignacio
- San José de Lourdes
- Tabaconas

## Festività
- Settimana Santa
- 31 luglio: Sant'Ignazio di Loyola